# Syndrome de Müller-Weiss
 Mise en garde médicale
Le syndrome de Müller-Weiss ou ostéonécrose de l'os naviculaire est une pathologie rare qui touche cet os situé sur le dos du pied.

## Description
L'os naviculaire, soumis à des contraintes importantes, perd sa vascularisation et se nécrose. Dans les cas les plus graves ou si sollicitation intensive du pied, l'os naviculaire se désagrège et se fragmente, provoquant un raccourcissement de l'arche plantaire et une arthrose.
La maladie comprend cinq stades, du stade sans symptôme, jusqu’au stade de l'arthrose. Elle peut concerner un seul pied mais le plus souvent les deux. Elle touche en général des personnes entre 40 et 60 ans et plus souvent des femmes.
Les causes de cette maladie sont inconnues. Le surpoids, les pieds plats ou une fracture de fatigue sont des facteurs augmentant le risque de son apparition. 
Le syndrome porte le nom des deux médecins l'ayant décrite initialement en 1927, l'orthopédiste allemand Walther Müller et le radiologue viennois Konrad Weiss (1891–1976),. Le premier pensait son origine traumatique, le second plutôt vasculaire. 
Les causes de cette maladie restent inconnues.

## Symptômes
- Douleur chronique au niveau du médio-pied et de l'arrière-pied.
- Gonflement et sensibilité sur la face dorso-médiale du médio-pied.
- Aplatissement de l'arc longitudinal médial.
- Pied plat (pes planovarus)[5].

## Traitement
Le repos est préconisé avec anti-inflammatoires et infiltrations pour lutter contre la douleur. Le port de semelles orthopédiques peut diminuer la contrainte mécanique sur le pied. Si la douleur persiste et empêche la marche, une chirurgie bloquant les deux articulations  impliquant l'os naviculaire peut être menée. Si l'os est désagrégé, il est nécessaire de faire une greffe osseuse pour rétablir la longueur de l'arche interne du pied mais rend alors difficile une pratique intensive d'un sport sollicitant le pied.

## Personnalités atteintes par le syndrome
Le syndrome de Muller-Weiss a été popularisé par les médias quand le tennisman espagnol Rafael Nadal a indiqué en souffrir sur son pied gauche. La pratique intensive du tennis, avec les  innombrables appuis du pied expose particulièrement les joueurs de ce sport. Il semble que Rafael Nadal souffre de ce syndrome depuis l'âge de dix-huit ans.